# Nokia Lumia 1320
Nokia Lumia 1320 è un phablet prodotto da Nokia.

## Storia
Il Lumia 1320 è stato presentato allo speciale evento organizzato da Nokia il 22 ottobre 2013 insieme al fratello maggiore Lumia 1520 e al primo tablet della casa, Lumia 2520.

## Caratteristiche
Il terminale presenta caratteristiche che lo pongono al di sotto del nuovo top di gamma 1520: lo schermo, sempre da 6 pollici, ha una risoluzione di 1280×720 pixel, la fotocamera da 5 Mpx registra video a 1080p.
Il processore Qualcomm Snapdragon S4 dual core nella variante da 1,7 GHz (per non compromettere la qualità in navigazione LTE) regge perfettamente sia Windows Phone 8 sia il nuovo sistema operativo 8.1 (reso disponibile a fine luglio 2014). I rendering di IE sono veloci e precisi e lo schermo da 6 pollici rende molto piacevole la navigazione. Punto di forza del terminale è la batteria da 3400 mAh che permette un uso intenso per più di un giorno e mezzo (con il risparmio energetico si può arrivare a 3 giorni). Lo schermo è un IPS di ottima fattura e la densità di soli 245 ppi non influisce sulla qualità visiva. La scocca è disponibile nei colori giallo, arancio, bianco e nero.

## Disponibilità
A differenza del Lumia 1520, reso disponibile verso la fine di novembre 2013, questo dispositivo è arrivato sul mercato verso la fine di dicembre 2013 e in Italia è stato reso disponibile il 10 febbraio 2014.